# Mormodes dasilvae
Mormodes dasilvae är en orkidéart som beskrevs av Gerardo A. Salazar. Mormodes dasilvae ingår i släktet Mormodes och familjen orkidéer. Inga underarter finns listade i Catalogue of Life.